# Raphia coloradensis
Raphia coloradensis är en fjärilsart som beskrevs av A.W. Putnam-Cramer 1886. Raphia coloradensis ingår i släktet Raphia och familjen nattflyn. Inga underarter finns listade.